# Macelognathus
Macelognathus es un género extinto de crocodilomorfo esfenosuquio del Jurásico Superior. Originalmente se creía que era una tortuga y más tarde un dinosaurio. Vivía en lo que ahora es Wyoming, en América del Norte.

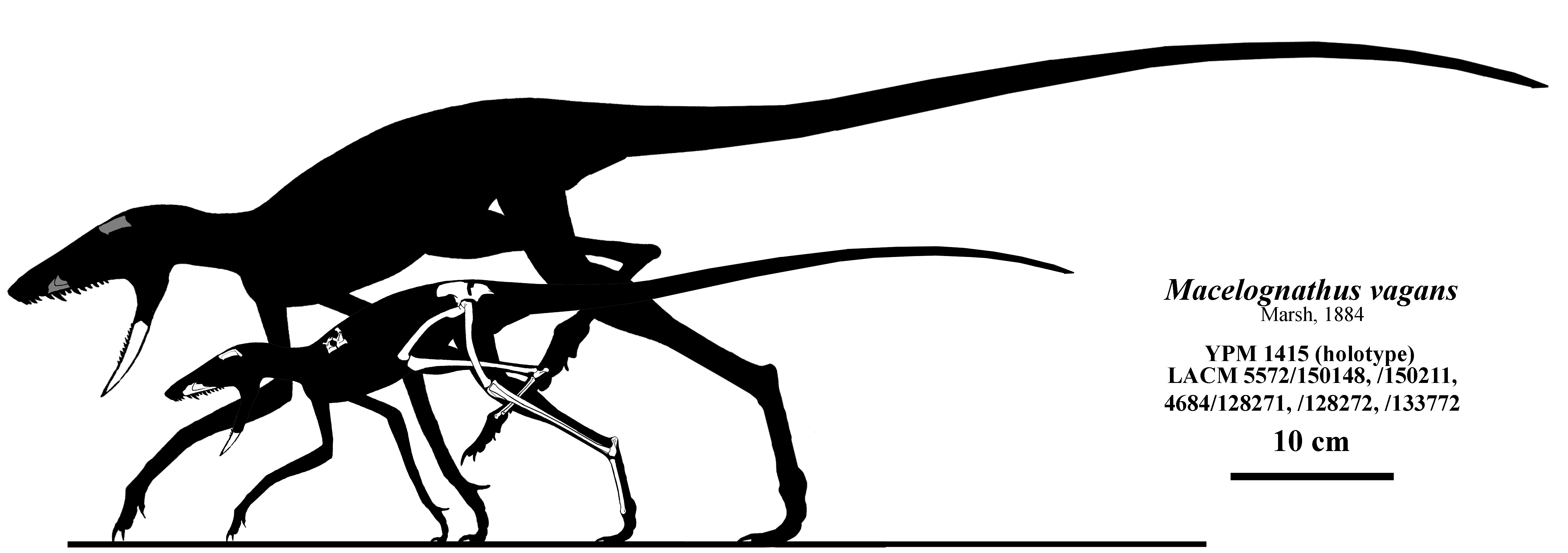
Restauraciones esqueléticas

La especie tipo, Macelognathus vagans, fue descrita por Othniel Charles Marsh en 1884 como una tortuga basada en una mandíbula parcial de la Formación Morrison del Jurásico Superior en Como Bluff, Wyoming. Después de que Moodie lo asignará a Dinosauria en 1908, fue reclasificado más tarde por Ostrom en 1971 como un pariente de los cocodrilos. Basado en material nuevo de la Formación Morrison en Fruita, Colorado, en 2005 Göhlich et al. lo identificó como un crocodilomorfo basal ("esfenosuquio"). Se considera un ejemplo de evolución convergente, debido a las similitudes con los dinosaurios cenagnátidos, con los que no estaba estrechamente relacionado. Medía entre 1.2 y 1.9 metros de largo.
Es posiblemente un sinónimo menor de Hallopus victor.